# Il promontorio di Annie
Il promontorio di Annie (Annie's Point) è un film del 2005 diretto da Michael Switzer.

## Trama
Annie, vedova cerca di esaudire il sogno di suo marito, il quale desiderava che le sue ceneri venissero gettate nel promontorio, che i due avevano visitato, ma il figlio è contrario. La donna scopre che il suo cuore fa capricci e deve essere operata, e prima di questa operazione decide di partire con sua nipote Ella. Alla fine del viaggio Annie getta le ceneri del marito sul promontorio,